# جزيرة البلوط (أوك)
جزيرة البَلّوط أو أوك آيلاند هي جزيرة مملوكة للقطاع الخاص 57 هكتار (140 أكر) في مقاطعة لونينبورغ على الشاطئ الجنوبي لنوفا سكوشا بكندا. الجزيرة المغطاة بالأشجار هي واحدة من حوالي 360 جزيرة صغيرة في خليج ماهون وترتفع إلى 11 متر (36 قدم) كحد أقصى فوق مستوى سطح البحر. تقع الجزيرة على بعد 200 متر (660 قدم) من الشاطئ ومتصلة بالبر الرئيسي بواسطة جسر وبوابة. أقرب مجتمع هو المجتمع الريفي في الساحل الغربي الذي يواجه الجزيرة، بينما أقرب قرية هي تشيستر.
تشتهر الجزيرة بنظريات مختلفة حول الكنز المدفون المحتمل أو القطع الأثرية التاريخية، والاستكشاف المرتبط بها.

## جغرافية

### مناخ
تتميز معظم منطقة نوفا سكوشا بمناخ قاري رطب مع صيف حار ورطب. وشتاء بارد أو قارس. بينما لا توجد محطة أرصاد جوية في الجزيرة، أو على طول خليج ماهون، هناك محطة باتجاه الغرب في مدينة بريدجووتر. متوسط درجة الحرارة السنوية هو 7.1 °م (44.8 °ف)، في حين أن هطول الأمطار 1,536.7 مليمتر (60.50 بوصة). المحيط له تأثير على جزيرة البلوط من حيث الرؤية، حيث يمكن إختفاء السواحل الجنوبية لنوفا سكوشا في الضباب لمدة تصل إلى 90 يوماً في السنة. هذه السواحل هي أيضاً عرضة للعواصف القوية والأعاصير.

### علم البيئة
تتكون جزيرة البلوط من غابات معتدلة الأوراق عريضة الأوراق ومختلطة، تُعرف إقليمياً باسم غابات نيو إنجلاند / أكاديان. تشمل الحياة البرية في منطقة خليج ماهون طيور مالك الحزين الأزرق، والغلموت الأسود، والعقاب، ونفوس العاصفة لطائر نوء ليتش، وأبو موس. بالإضافة إلى ذلك، تم ذكر النسور والبفن غير المحددة. في ملاحظة خاصة توجد خرشنة وردية، والتي تعتبر من الأنواع المهددة بالانقراض في المنطقة المحمية من قبل الحكومة الكندية. تم بذل جهود لاستعادة موطنها مثل الحد من تعداد أنواع الطيور الأخرى.

### جيولوجيا
يعتقد أنه تم رسم الخريطة الجيولوجية لجزيرة البلوط لأول مرة في عام 1924، والتي وجدت مركباً مكوناً من أربعة طبلات (اثنتان كبيرتان واثنتان صغيرتان) تشكلان الجزيرة. هذه الأسطوانات هي «تلال ممتدة» تتكون من طبقات متعددة حتى تستقر على قاعدة صخرية، وهي من مراحل مختلفة من التقدم الجليدي الذي امتد على مدى 75000 سنة الماضية.

## التاريخ البشري
كان السكان الأصليون الرئيسيون الأولون في نوفا سكوشا هم ميغماك، الذين شكلوا أمة هندية في كندا الحالية منذ عدة آلاف من السنين. في حين أنه من غير المعروف متى تم اكتشاف جزيرة البلوط لأول مرة، كان للقبيلة وجود في المنطقة العامة التي تضمنت جزيرة نيوفاوندلاند بأكملها. يعود أقدم سكان أوروبيين مؤكدين إلى خمسينيات القرن الثامن عشر على شكل صيادين فرنسيين، كانوا قد بنوا في هذا الوقت عدداً قليلاً من المنازل في الموقع المستقبلي لقرية تشيستر القريبة، نوفا سكوشا. بعد طرد الأكاديين خلال حرب السنوات السبع، سنت حكومة نوفا سكوشا البريطانية سلسلة من الإجراءات لتشجيع الاستيطان في المنطقة من قبل سكان نيو إنجلاند المنحدرين من أوروبا. تم توفير الأرض للمستوطنين في 1759 من خلال «منحة شورهام»، وتم تأسيس تشيستر رسميًا في نفس العام.
وصلت أول مجموعة كبيرة من المستوطنين إلى منطقة تشيستر من ماساتشوستس في عام 1761، وتم مسح جزيرة البلوط رسمياً وتقسيمها إلى 32 قطعة أرض مساحتها أربعة فدادين في العام التالي. كان جزء كبير من الجزيرة في ذلك الوقت مملوكاً لعائلات مونرو ولينش وسيكومب ويونغ الذين مُنحوا الأرض في عام 1759. في الأيام الأولى للاستيطان البريطاني، كانت الجزيرة تُعرف محليًا باسم «جزيرة سميث»، على اسم مستوطن مبكر للمنطقة يُدعى إدوارد سميث. أعاد رسام الخرائط جوزيف فريدريك واليت ديسباريس تسمية الجزيرة «جزيرة جلوستر» في عام 1778. بعد ذلك بوقت قصير، تم اعتماد الاسم المستخدم محلياً «أوك آيلاند (جزيرة البلوط)» رسمياً للجزيرة. كان من بين السكان الأوائل إدوارد سميث في ستينيات القرن التاسع عشر وأنتوني فون الأب في أوائل سبعينيات القرن الثامن عشر. في عام 1784، قدمت الحكومة منحاً إضافية للأراضي، هذه المرة للجنود السابقين، والتي شملت أجزاء من جزيرة البلوط. لم يتم حتى 6 يوليو 1818 تعيين أسماء مالكي القطع الأصلية لمكتب نوفا سكوشا كراون لاندز.
كانت جزيرة البلوط مملوكة بشكل متقطع لصائدي الكنوز منذ أن بدأت قصص المستوطنين في الظهور في أواخر القرن الثامن عشر. أصبح البحث عن الكنز واسع النطاق لدرجة أنه في عام 1965 تم بناء جسر من الطرف الغربي للجزيرة إلى نقطة كراندال في البر الرئيسي، على بعد مائتي متر من أجل جلب الآلات الثقيلة إلى الجزيرة. كان لدى جزيرة البلوط العديد من المالكين الجدد ومن بينهم باحث عن الكنوز يُدعى دان بلانكينشيب، الذي اشترك في البداية مع شركة أوك آيلاند تورز إنك. يديرها ديفيد توبياس. تم حل أوك آيلاند تورز في نهاية المطاف، وفي فبراير 2019، تم الإعلان عن تشكيل شراكة جديدة مع شركة تسمى "Michigan Group". تتكون هذه المجموعة من الأخوين ريك ومارتي لاجينا، وكريغ تيستر، وآلان كوسترزيوا الذين كانوا يشترون الكثير من توبياس. ولم يتضح من المتورط إلى أي درجة حيث كشف بلانكينشيب فقط عن اسم كوستريوا للصحافة قائلاً إنه «على متن الطائرة». امتلك بلانكينشيب الجزيرة مع مجموعة ميشيغان، حتى وفاته في 17 مارس 2019، عن عمر يناهز 95 عاماً. يسكن جزيرة البلوط على أساس موسمي مع منزلين دائمين ومنزلين ريفيين مشغولين بدوام جزئي.
تم الإعلان عن جولات للزوار في عام 2020 من قبل شركة أوك آيلاند تورز إنك، ولكن تم إلغاؤها في شهري مايو ويونيو بسبب وباء COVID-19 في كندا؛ لم يفتح المركز التأويل في ذلك العام. كانت الجولات للأشهر اللاحقة من عام 2020 تظهر على أنها مباعة بحلول 3 يوليو. ذكر موقع الشركة على الإنترنت أن «أغلبية حصة الملكية مملوكة لشركة أوك آيلاند تورز، وهي شراكة بين دان بلانكينشيب وريك ومارتي لاجينا وكريغ تيستر وآلان جيه كوستريوا والتي بدأت في عام 2007».

## لغز جزيرة البلوط
كانت جزيرة البلوط موضوعاً للباحثين عن الكنوز منذ أواخر القرن الثامن عشر، مع وجود شائعات بأن كنز الكابتن كيد قد دُفن هناك. في حين أن هناك القليل من الأدلة لدعم ما حدث خلال الحفريات المبكرة، بدأ نشر القصص وتوثيقها في وقت مبكر من عام 1856. منذ ذلك الوقت، ظهرت العديد من النظريات التي تتجاوز نظريات الكابتن كيد والتي تشمل من بين أشياء أخرى القطع الأثرية الدينية والمخطوطات ومجوهرات ماري أنطوانيت.
تشمل مناطق الاهتمام في الجزيرة فيما يتعلق بالباحثين عن الكنوز موقعاً يُعرف باسم «حفرة المال»، والتي يُزعم أنها المكان الأصلي للباحثين. هناك أيضاً تشكيل من الصخور يسمى «صليب نولان»، سمي على اسم باحث كنز سابق مع نظرية حوله، ومستنقع على شكل مثلث. أخيراً، كان هناك نشاط للباحث على شاطئ في مكان يُسمى «سميث كوف». تم العثور على أشياء مختلفة بما في ذلك ألياف جوز الهند التي لاتعيش هناك. تضمنت الاكتشافات الأثرية الحديثة في منطقة سميث كوف صليباً يُزعم أنه يعود إلى ما قبل القرن الخامس عشر وأعمال ترابية خشبية مختلفة.
تم نشر أكثر من خمسين كتاباً يسرد تاريخ الجزيرة ويستكشف النظريات المتنافسة. استندت العديد من الأعمال الخيالية أيضاً إلى حفرة المال.
في يناير 2014 م، بدأت قناة التاريخ التلفزيونية في بث برنامج تلفزيوني واقعي يسمى لعنة جزيرة البلوط (بالإنجليزية: The Curse of Oak Island)‏ حول مجموعة من صيادي الكنوز المعاصرين. ومن بين هؤلاء الصيادين الأخوين ريك ومارتي لاجينا من «مجموعة ميتشيجان». وقد وثقت السلسلة اكتشافات مثل العملات المعدنية التي تعود إلى قرون، وبروش عتيق، وصليب من الرصاص يُزعم أنه صنع بين عامي 1200 و 1600 بعد الميلاد  تم بث سبعة مواسم من الحلقات اعتباراً من ربيع 2020. تم عرض الموسم الثامن لأول مرة في 10 نوفمبر 2020 على قناة التاريخ.

## روابط خارجية
- خرائط جوجل – Satellite image of Oak Island (Map). رسم الخرائط من شركة جوجل. اطلع عليه بتاريخ {{{accessdate}}}. {{استشهاد بخريطة}}: تحقق من التاريخ في: |accessdate= (مساعدة) ويحتوي الاستشهاد على وسيط غير معروف وفارغ: |publisher-link= (مساعدة)
- "The Oak Island Treasure". MMM Group. مؤرشف من الأصل في 2002-08-04.
- أصدقاء جمعية جزيرة أوك ، خلفًا لجمعية أوك آيلاند للسياحة، مع التركيز على الجولات الصيفية
- Oak Island Money Pit ، مورد مفصل يغطي تاريخ حفرة المال